# Psammotreta aurora
Psammotreta aurora är en musselart som först beskrevs av Sylvanus Charles Thorp Hanley 1844.  Psammotreta aurora ingår i släktet Psammotreta och familjen Tellinidae. Inga underarter finns listade i Catalogue of Life.